# Голосящий КиВиН 2005
«Голося́щий КиВи́Н 2005» — 11-й музыкальный фестиваль команд КВН, проходивший в Юрмале в июле 2005 года. Так как этот фестиваль был десятым, проводимым в Юрмале, неофициальной творческой темой фестиваля стало название «Десятый, юбилейный, юрмальский фестиваль КВН».
Фестиваль прошёл в концертном зале «Дзинтари» и состоял из трёх игровых дней:
- 22 июля — генеральная репетиция
- 23 июля — концерт с участием жюри. В этот день происходит телевизионная запись игры, определяются призёры и победители фестиваля, вручаются награды.
- 24 июля — гала-концерт.

Все три концерта проходили в присутствии зрителей; стоимость билетов составляла от 15 до 120 латов.

## Команды
Для участия в фестивале в Юрмалу организаторы пригласили 18 команд КВН. По собственной инициативе в Юрмалу приехали две рижские команды: «Амигос БРИ» и «Улётчики ТСИ», выступавшие под названием «РИТИС». Кроме того, «самоходом», то есть без приглашения, надеясь завоевать место на фестивале через редакторские просмотры, приехали «Друзья» (Пермь) и «Вятка-Автомат» (Киров). Изначально было определено, что с полноформатным выступлением (то есть, с выступлением, которое позволит бороться за награды фестиваля) будут участвовать только десять команд. Остальные команды выступали в так называемом «блоке» с короткими внеконкурсными выступлениями. По итогам предварительных просмотров программ команд редакторами фестиваля из состава участников были исключены две команды: «Друзья» и «Амигос БРИ»; право выступить с полноформатным выступлением получили девять команд: «МаксимуМ», «Мегаполис», «Нарты из Абхазии», «Парма», «Сборная Пятигорска», «Сборная РУДН», «Уральские пельмени», «Четыре татарина» и «ЧП». На десятое место в конкурсной программе претендовали «Астана.kz», «ЛУНа» и «Сборная малых народов». 20 июля 2005 года после показа этими командами своих программ перед ведущим и редакторами фестиваля, право выступить с полноформатным выступлением завоевала «ЛУНа». «Астана.kz» и «Сборная малых народов» вместе с командами «Бончестер Юнайтед», «Вятка-Автомат», «Горячие финские парни», «Новая реальность» и «РИТИС» выступили в «блоке». В телевизионную версию фестиваля попали выступления всех 17 команд.
| Название              | Город           | Страна             | Примечание            |
| --------------------- | --------------- | ------------------ | --------------------- |
| Астана.kz             | Астана          | Казахстан          | Выступление в «блоке» |
| Бончестер Юнайтед     | Санкт-Петербург | Россия             | Выступление в «блоке» |
| Вятка-Автомат         | Киров           | Россия             | Выступление в «блоке» |
| Горячие финские парни | Хельсинки       | Финляндия          | Выступление в «блоке» |
| ЛУНа                  | Челябинск       | Россия             |                       |
| МаксимуМ              | Томск           | Россия             |                       |
| Мегаполис             | Москва          | Россия             |                       |
| Нарты из Абхазии      | Сухум           | Республика Абхазия |                       |
| Новая реальность      | Одесса          | Украина            | Выступление в «блоке» |
| Парма                 | Пермь           | Россия             |                       |
| РИТИС                 | Рига            | Латвия             | Выступление в «блоке» |
| Сборная малых народов | Москва          | Россия             | Выступление в «блоке» |
| Сборная Пятигорска    | Пятигорск       | Россия             |                       |
| Сборная РУДН          | Москва          | Россия             |                       |
| Уральские пельмени    | Екатеринбург    | Россия             |                       |
| Четыре татарина       | Казань          | Россия             |                       |
| ЧП                    | Минск           | Беларусь           |                       |

## Жюри
| ФИО               | Примечание                            |
| ----------------- | ------------------------------------- |
| Александр Абдулов | Вручал приз «Большой КиВиН в золотом» |
| Лайма Вайкуле     | Вручала приз «Большой КиВиН в тёмном» |
| Олег Газманов     | Вручал приз «Большой КиВиН в светлом» |
| Ренарс Кауперс    | Вручал приз «Малый КиВиН в тёмном»    |
| Геннадий Хазанов  | Вручал приз «Малый КиВиН в золотом»   |
| Леонид Ярмольник  | Вручал приз «Малый КиВиН в светлом»   |

## Награды
- «Большой КиВиН в золотом» (за 1 место) — Сборная Пятигорска
- «Большой КиВиН в светлом» (за 2 место) — ЧП
- «Большой КиВиН в тёмном» (за 3 место) — Уральские пельмени
- «Малый КиВиН в золотом» (за 4 место) — Сборная РУДН
- «Малый КиВиН в светлом» (за 5 место) — Мегаполис
- «Малый КиВиН в тёмном» (за 6 место) — МаксимуМ
- «Президентский КиВиН» (специальный приз от Александра Маслякова) — РИТИС

## Факты
- Фестиваль посетил Чрезвычайный и полномочный посол Российской Федерации в Латвийской республике Виктор Калюжный.
- На фестивале «Голосящий КиВиН 2005» участвовали команды из семи стран — это самое большое количество представленных государств за всю историю фестиваля «Голосящий КиВиН».
- В качестве начальной песни было решено использовать два куплета и два припева из песни «Балтийский берег» Олега Газманова. Планировалось, что во время первого куплета и припева споёт сам Газманов, второй куплет с переделанными словами исполнит Александр Масляков, а второй припев — Масляков вместе с КВНщиками. Однако, во время телевизионной записи 23 июля Газманов сбился, забыв слова собственной песни, поэтому в телевизионной версии первый куплет и припев поют КВНщики (это было отснято во время генеральной репетиции 22 июля).
- Команда «Сборная РУДН» на фестивале «Голосящий КиВиН 2005» завоевала своего пятого КиВиНа (считая награду, полученную в 1998 году командой «Дети Лумумбы»).
- Вторая по количеству полученных КиВиНов команда — «Уральские пельмени», — завоевала на фестивале «Голосящий КиВиН 2005» свою четвёртую статуэтку.
- Перед началом фестиваля ведущий А. В. Масляков сказал, что за призы смогут бороться только те команды, которые выступают с полноформатными выступлениями. Однако, по окончании фестиваля «Президентский КиВиН» был вручён команде «РИТИС», которая выступала в «блоке».
- Впервые в истории фестивалей «Голосящий КиВиН» награду получила команда, которая не произнесла ни одной шутки. «Президентский КиВиН» команде «РИТИС» принесло исполнение а капелла переделки песни Майкла Джексона «Billie Jean», причём второй куплет — совместно с популярной латвийской группой «Cosmos», победителем конкурса «Новая волна — 2004».

## Творческая группа
Фестиваль организован телевизионным творческим объединением АМиК.
- Ведущий — Александр Васильевич Масляков
- Режиссёр — Светлана Маслякова
- Редакторы — Андрей Чивурин, Леонид Купридо